# Режисерський сценарій
Режисе́рський сцена́рій (англ. Script breakdown) — розробка екранної інтерпретації літературного сценарію режисером-постановником, усі сцени в якому звичайно пронумеровані. Це літературний сценарій, повністю підготовлений до зйомки. У ньому знаходять своє віддзеркалення також технічні замітки.
- Режисерське трактування твору;
- Система виробничо-творчих рішень (кількість об'єктів, розкадрування, розбиття на плани, звуко-музичний компонент і т. д.;
- Техніко-економічні показники, що визначають організацію і фінансування робіт (апаратура, костюми, масовка і т. д.).

## Порядок створення режисерського сценарію
Зазвичай продюсер запрошує режисера-постановника, пропонуючи написати йому коротку режисерську експлікацію (2-3 стор.) по літературному сценарію. За результатами написання короткої режисерської експлікації продюсер затверджує або не затверджує режисера-постановника.
Подальше формування основного творчого складу знімальної групи здійснюється продюсером за поданням режисера-постановника.
Основу режисерського сценарію пише режисер-постановник, а потім за результатами обговорення з основним творчим складом знімальної групи вносить до режисерського сценарію необхідні зміни і доповнення.
Створення «Розкадровки» повинен здійснювати художник-постановник, але останнім часом цим частіше займається спеціальна особа «розкадровщик».
Рекомендується в період розробки режисерського сценарію
- приступати до пошуку акторів на провідні ролі і, якщо дозволяють обставини, залучати їх до роботи групи;
- розпочинати роботи з образотворчого рішенням фільму (підбір іконографічного матеріалу, попередні епізоди);
- проводити ознайомлення з місцями натурних зйомок.

На стадії розробки режисерського сценарію проводиться доукомплектування знімальної групи асистентами і допоміжним складом.
Після схвалення режисерського сценарію художньою радою або затвердження його генеральним продюсером кіностудії зазвичай забороняється вносити до нього без особливого дозволу будь-які поправки і доповнення.
За затвердженим режисерського сценарію знімальна група разом з плановим відділом складає календарно-постановочний план (КПП) і кошторис на проведення підготовчого періоду.

## Додаткова література
- Миславський В. Н. Кінословник. Терміни, визначення, жарґонізми / пер. з рос. С.В. Мірошніченко, ред. А.Ф. Парамонов. — Харків, 2007. — 328 с. — ISBN 966-8246-59-4.